# Nu blott för världen två
Nu blott för världen två är en psalmtext med 2 verser diktade 1814 av Arvid August Afzelius för vigsel.

## Publicerad som
Nr 337 i 1819 års psalmbok under rubriken "Makar, föräldrar barn: Vid brudvigsel".